# Burnham (Maine)
Burnham – miasto w Stanach Zjednoczonych, w stanie Maine, w hrabstwie Waldo.